# 竹花貴騎
竹花 貴騎（たけはな たかき、1992年〈平成4年〉6月4日生まれ ）は、日本の実業家、YouTuber。

## 経歴
東京都東村山市出身。中学生時代にメキシコ、高校生時代に上海、その後ハワイで英語留学をする。
Google日本法人で業務委託を経験した後に、一部上場株式会社SMS（証券コード：2175）フィリピン子会社SMS Philippine Healthcare Solution Inc.にて新規事業立ち上げメンバーとして参画。SMSでの仕事も立ち上げ当初は業務委託として働いていた。竹花氏は、フィリピンでメディカル領域での新規広告事業立ち上げを経験。その後、株式会社リクルート住まいカンパニーへ入社。不動産領域や住宅領域での新規事業開発室に所属した後、株式会社リクルートホールディングスの戦略企画室に移籍し海外企業買収など担当する。
2017年に株式会社Limを設立し独立。システムやアプリ開発事業を展開する。また同社は2019年1月に東村山市が運営する公認インスタグラムアカウントの運用を行うなど、市の情報を戦略的にプロモーションする協定を締結するなど幅広いSNS運用事業などを展開。その後2020年10月に売却。
2021年よりアラブ首長国連邦ドバイに進出しMDS FUND LLCにて、会計監査、アプリ開発、投資ファンド事業などを同国で展開する。

## 授賞歴
2020年6月に、東村山市へ1億1円を寄付し、翌年9月に東村山市長である渡部 尚より市民功労受章者を授与。
2022年4月に、天皇陛下及び内閣総理大臣岸田文雄より紺綬褒章並びに賞杯を授与。
2023年2月、パキスタン政府公認の非営利団体のアル・ムスタファ福祉協会に4,000万円を寄付。

## 不祥事
2020年10月、Googleでの業務委託経験を「元Google」と表記する行為を経歴詐称と同等であると田端信太郎や三崎優太に指摘された事を皮切りに、当時のLim社のオフィス画像一部に合成加工を行った事が発覚し炎上する。その後三崎優太及び田端信太郎両者と動画にて対談を行い仲を修復する。